# Diego Perrone
Diego Rafael Perrone (Montevideo, 17 november 1979) is een gewezen Uruguayaans voetballer die sinds 2010 uitkwam  voor Danubio FC, de club waar hij ook zijn profcarrière begon. Hij speelder eerder in onder meer Griekenland, Paraguay, Italië en Zwitserland.

## Interlandcarrière
Onder leiding van bondscoach Juan Ramón Carrasco maakte Perrone zijn debuut voor Uruguay op 8 juni 2003 in de vriendschappelijke uitwedstrijd tegen Zuid-Korea, evenals Cono Aguiar (CA Fénix), Alejandro Lago (CA Peñarol) en Jorge Martínez (Montevideo Wanderers). Uruguay won dat duel met 2-0 door treffers van Germán Hornos en Sebastián Abreu. Perrone scoorde tweemaal in de met 2-0 gewonnen oefenwedstrijd tegen Mexico, op 15 oktober 2003. Hij kwam in totaal tot vijf interlands.